# Léon Fellmann

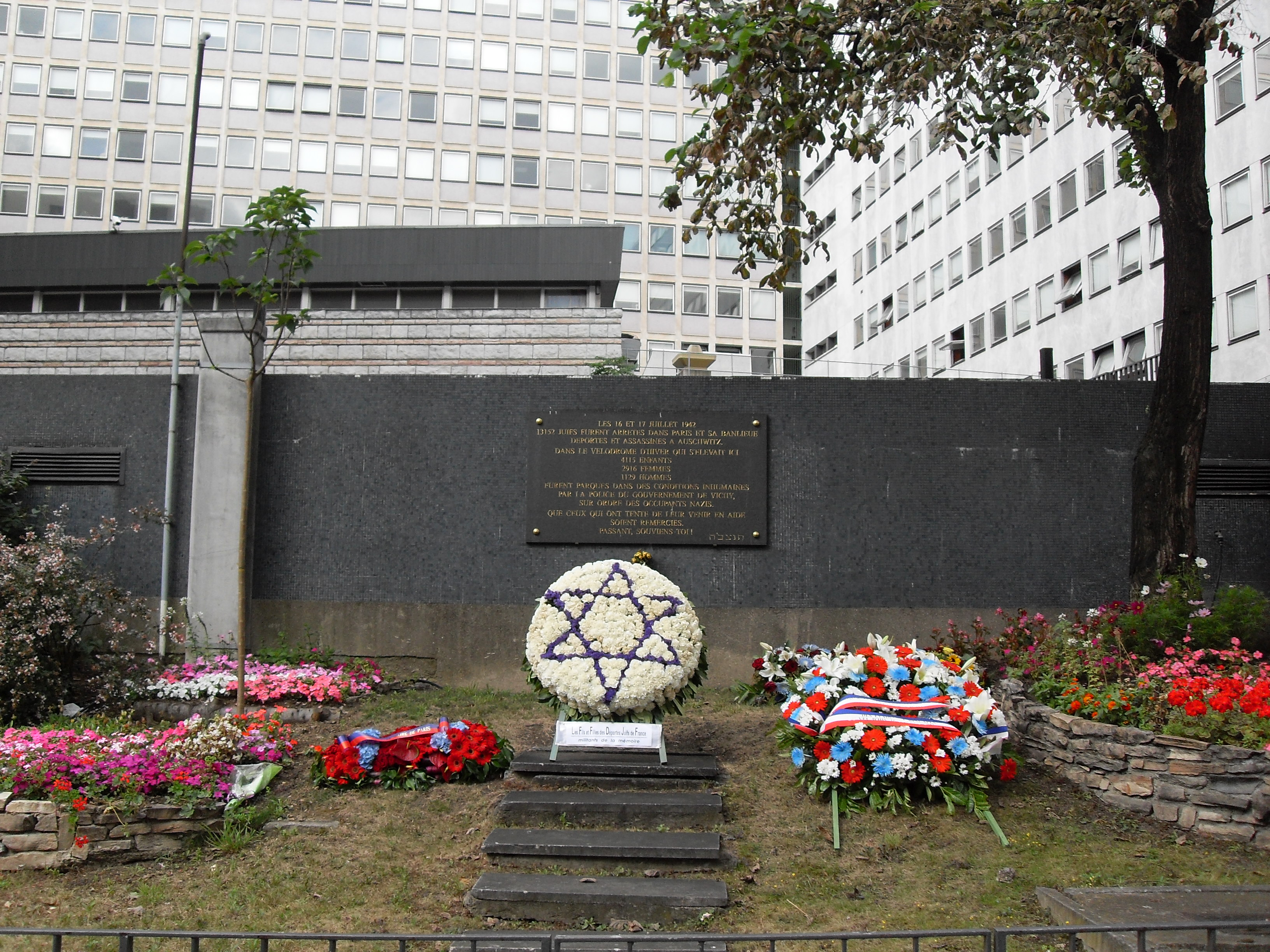
Plaque commémorative de la rafle du Vél' d'Hiv', Paris 15e

Léon Fellmann, né le 10 juillet 1925 à Paris et mort le 12 février 2021 dans la même ville, est un rescapé français de la rafle du Vél' d'Hiv, devenu résistant.

## Biographie
Issu d'une famille juive, Léon Fellmann est né le 10 juillet 1925 dans le 11e arrondissement de Paris. Son père, Albert Fellmann, né le 20 novembre 1899 à Łódź en Pologne et sa mère Nessia, née Roussine le 11 mars 1906 à Daugavpils (Dvinsk) en Lettonie, ont tous deux immigré à Paris,. Léon Fellmann est l'aîné d'une fratrie de quatre enfants.

### Seconde Guerre mondiale
Son père est arrêté en août 1941 et emmené à Drancy, puis déporté à Auschwitz le 5 juin 1942 par le convoi n°2. Léon Fellmann doit alors arrêter ses études de mécanique pour subvenir aux besoins de sa famille.

#### Rafle du Vélodrome d'Hiver
Le 16 juillet 1942 lors de la rafle du Vél' d'Hiv, la famille Fellmann est arrêtée à son domicile par des policiers français et emmenée dans un premier temps au Gymnase Japy. Bénéficiant de la clémence de l'un des policiers au vu de leur âge, ses frères et sœurs sont relâchés. Léon Fellmann et sa mère sont ensuite internés au Vélodrome d'Hiver. Après deux jours de détention, Léon Fellmann s'enfuit en forçant un cordon de policiers. Sa mère est emmenée à Beaune-la-Rolande, puis déportée à Auschwitz le 5 août 1942 par le convoi n°15.

#### Résistance
Après sa fuite, Léon Fellmann rencontre le résistant Gabriel Boulle, reconnu en 1987 comme Juste parmi les nations pour l'avoir hébergé avec le reste de sa famille, dans sa maison à Bois-Colombes, jusqu'à la Libération. Léon Fellmann intègre alors les réseaux de résistance française Goélette et Bourgogne, puis participe à des actions de sabotage et notamment au sauvetage d'une quinzaine d'aviateurs britanniques et américains abattus au-dessus du sol français.

#### Après la guerre
Léon Fellmann retourne vivre dans son ancien domicile et apprend plus tard la mort de ses parents à Auschwitz, tous deux tués en août 1942,. Il prend en charge sa fratrie et travaille en tant qu'ébéniste.
Il témoigne des années plus tard à travers différents médias et s'engage dans des associations d'anciens combattants et de victimes de guerre, dont celle des Fils et filles de déportés juifs de France. Il exerce régulièrement la fonction de porte-drapeau lors de cérémonies officielles commémoratives.
Léon Fellmann meurt le 12 février 2021 à l'âge de 95 ans. Il est père de trois enfants.

## Distinctions
Léon Fellmann est promu officier de l'ordre national du mérite le 14 mai 2004 et officier de la légion d'honneur le 13 juillet 2012,.